# San Isidro (kerkhof)

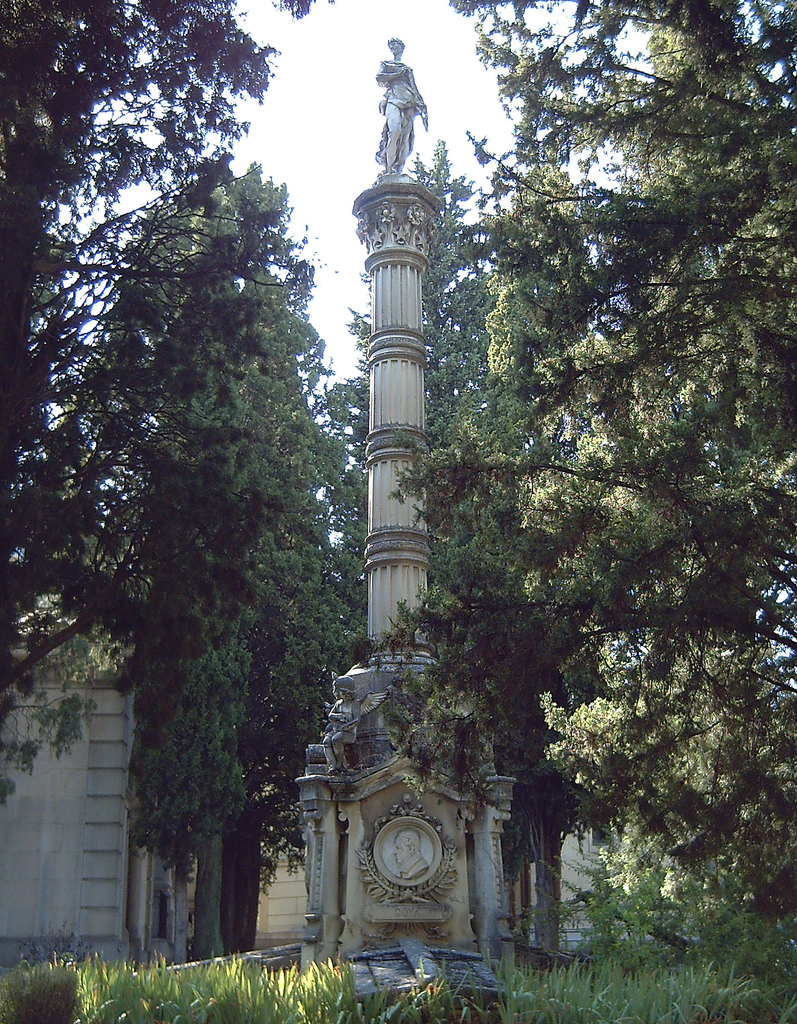
Mausoleum van Francisco Goya

San Isidro is een monumentaal kerkhof in Madrid.
Het kerkhof is gelegen aan de kluizenarij van Sint-Isidorus, de patroon van Madrid. Jaarlijks is er een regionale bedevaart naar de kerk aan de ingang van het kerkhof. Het is een oud kerkhof, en veel kleiner dan het Almudena-kerkhof.

## Architectuur
Het complex is op een heuvel gelegen, naast het bekende bedevaartsoord met de "Pradera de San Isidro". Deze bekende weide in Madrid ligt aan de oever van de Manzanares. Het is ontworpen in een halve cirkel waar verschillende edellieden hun tombe hebben. Op de grafkapellen staan het wapenschild en de titels van de familie.

## Bekende graven
- Op het domein werd een mausoleum opgericht ter gedachtenis aan Goya.
- De ouders van koningin Fabiola liggen hier begraven.
- Prins Kardam van Bulgarije.[1]
- Infanta Pilar, de zus van koning Juan Carlos van Spanje.
- José Antonio Primo de Rivera, de oprichter van de Falange en zoon van dictator Miguel Primo de Rivera, lag in de basiliek van de Valle de los Caídos, maar zijn graf werd op 24 april 2023 geopend waarna hij werd herbegraven op San Isidro.

## Galerij

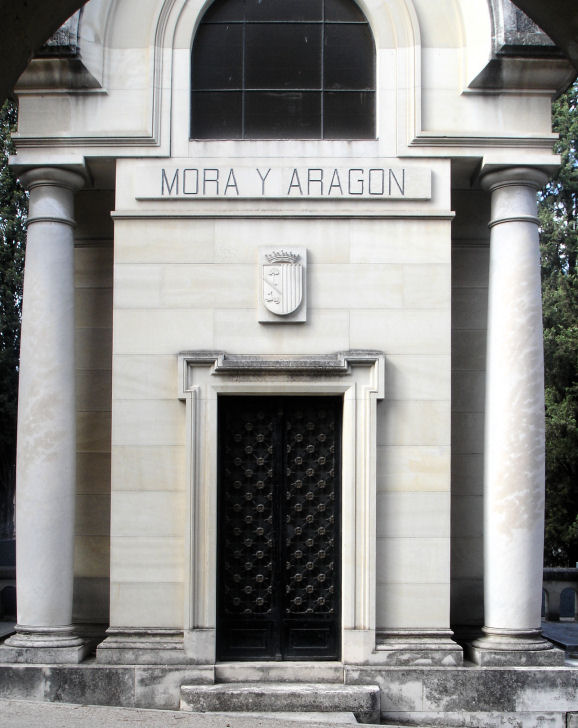
Grafkapel de Mora y Aragon
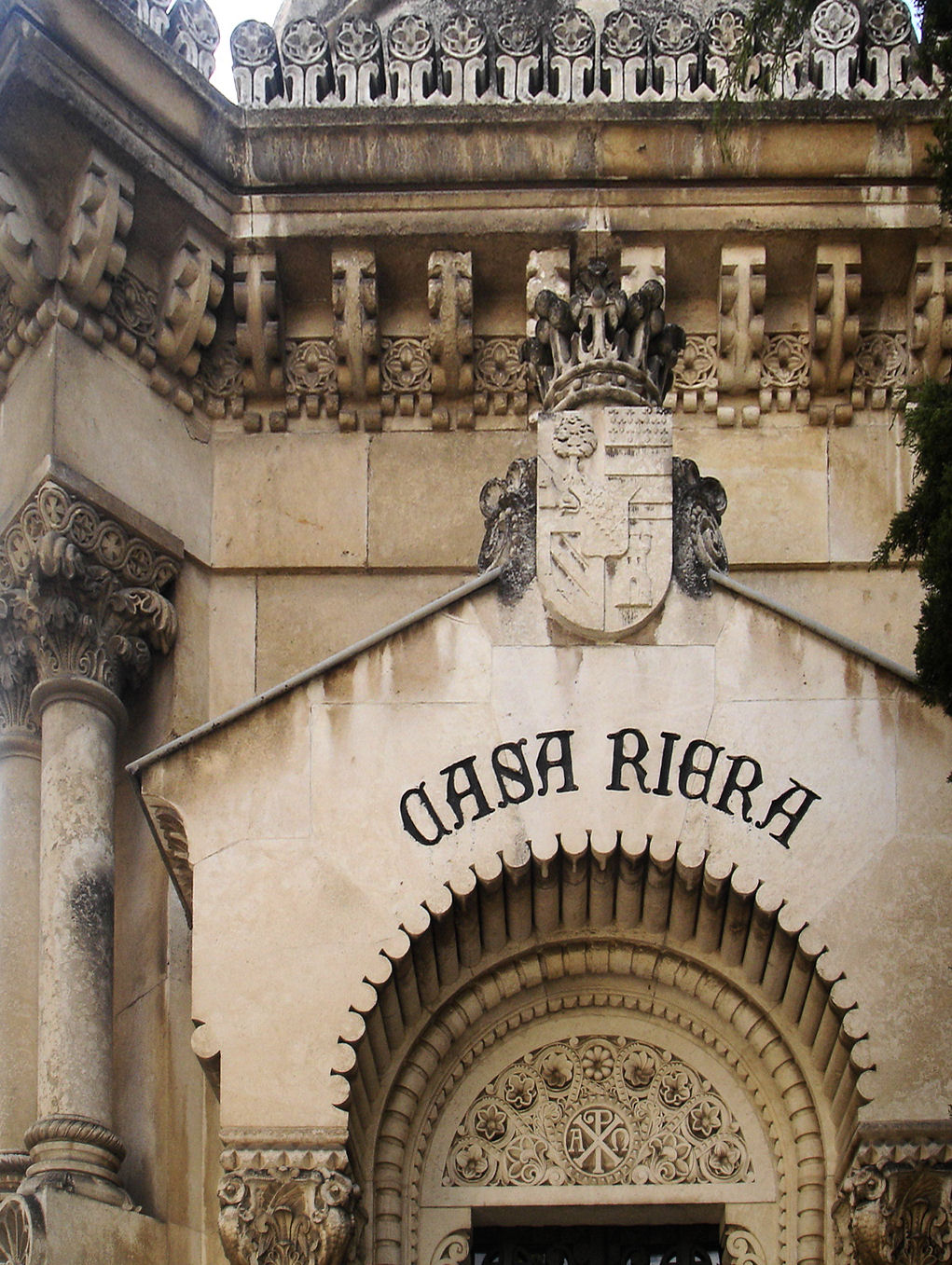
Grafkapel van de Markies van Casa Riera
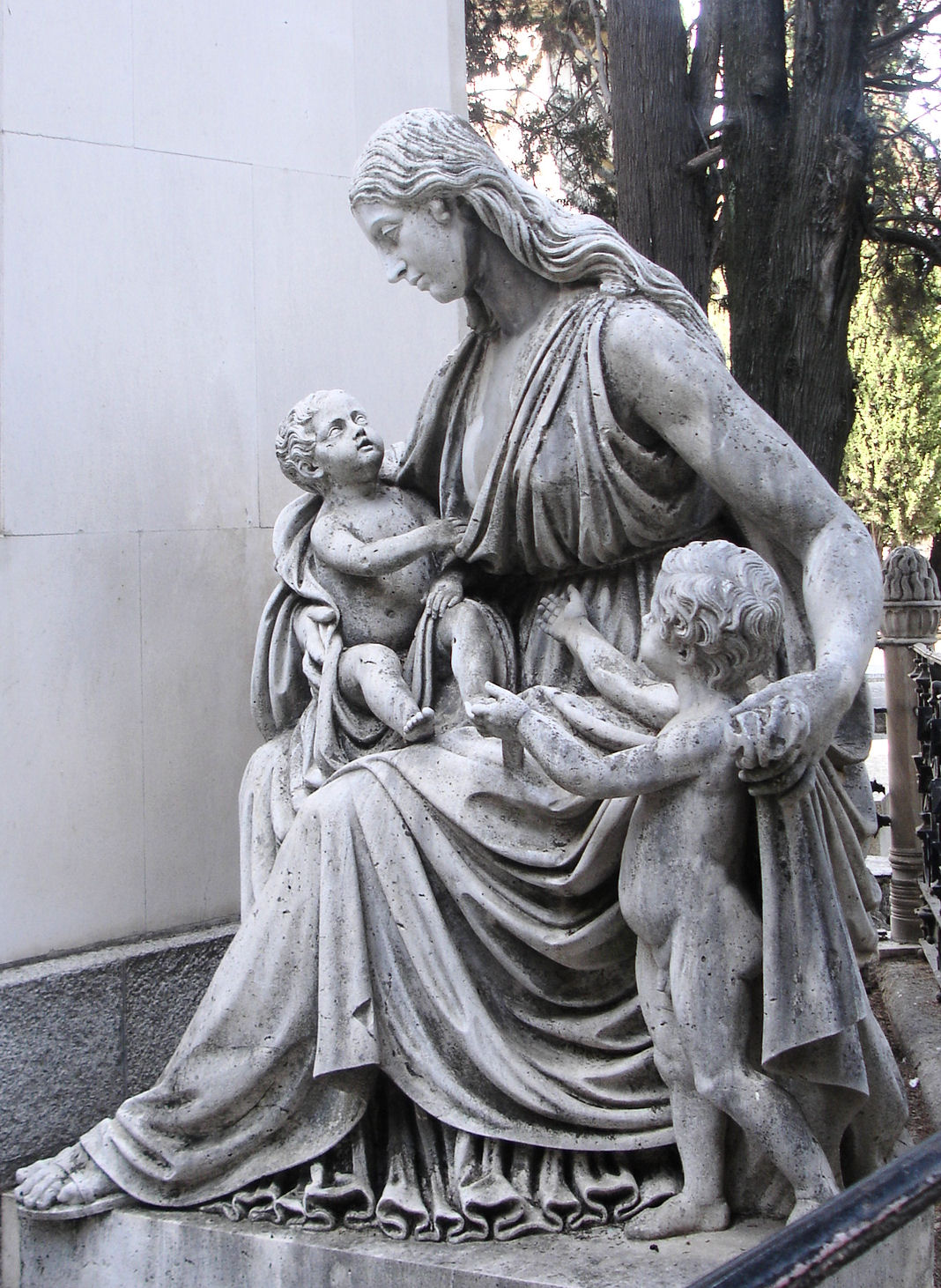
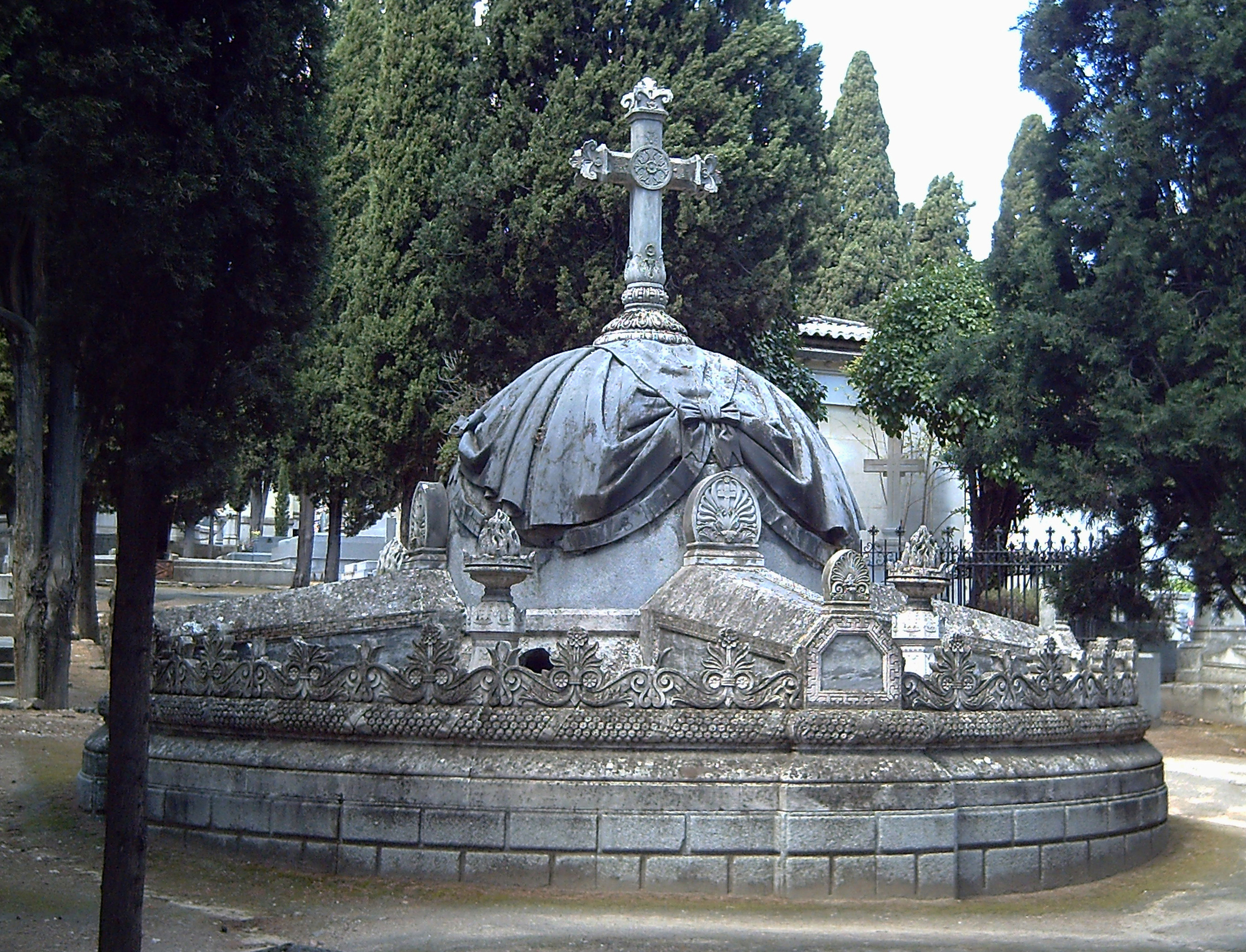
Praalgraf Maroto